# Andrea Kobetić
Andrea Kobetić, tidigare Penezić, född 13 november 1985 i Zagreb, SFR Jugoslavien, är en kroatisk tidigare handbollsspelare (vänsternia). som senast spelade för Siófok KC och Kroatiens damlandslag i handboll. Hon avslutade sin karriär 2021.

## Klubbkarriär
Kobetić spelade ursprungligen för RK Kustošija Zagreb. Hennes två följande klubbar var RK Lokomotiva Zagreb och ŽRK Podravka Vegeta, med vilka hon vann det kroatiska mästerskapet. Kobetić flyttade sedan till den slovenska toppklubben RK Krim Ljubljana, med vilken hon vann slovenska mästerskapet och den slovenska cupen flera gånger. Sommaren 2014 skrev hon på ett kontrakt med den makedonska klubben ŽRK Vardar.  Med Vardar vann hon den makedonska ligan 2015, 2016, 2017 och 2018, samt den makedonska cupen 2015, 2016, 2017 och 2018. Hon delade segern i skytteligan i Champions League 2015, Hon slutade inte 2018 utan sommaren 2018 gick hon till den ungerska klubben Siófok KC. Med Siófok vann hon EHF-cupen 2019 och gjorde flest mål i cupen med 75 mål. Kobetić meddelade att hennes karriär slutade  med säsongen 2019/2020, men hon bestämde sig för att spela ytterligare ett år under COVID-19-pandemin. 

## Landslagskarriär
Åren 2006 till 2016 spelade hon 141 landskamper och gjorde 633 mål för Kroatiens landslag. Hon har utsetts till Årets handbollsspelare i Kroatien nio gånger (2008–2014, 2017 och 2018), vilket är flest av alla damspelare. Hon representerade Kroatien först vid Europamästerskapet i handboll för damer. 2008 Kroatien slutade på en 6:e plats, och Kobetić var bland de tio bästa målskyttarna. Hon blev  vänsternia i All-Star Team i VM 2011. Vid Europamästerskapen i handboll 2010 var hon skyttekung i det kroatiska landslaget, Sommaren 2012 deltog hon i de olympiska spelen i London.